# 奥州市立梁川小学校
奥州市立梁川小学校（おうしゅうしりつ やながわしょうがっこう）は、岩手県奥州市江刺にあった公立小学校。略称は梁小（やなしょう）。

## 沿革
- 1873年（明治6年）
  - 7月10日 - 江刺梁川字日ノ神の金性寺にて、野手崎小学校が開校（仮校舎）[2][3]。長京常宝院に長京分校を設置[4]。
  - 7月10日 - 江刺梁川字地蔵堂の菅生院にて、菅生院小学校が開校（仮校舎）[4]。
- 1887年（明治20年）4月1日 - それぞれ「野手崎尋常小学校」「菅生尋常小学校」に改称[4][5]。
- 1893年（明治26年）6月 - 野手崎尋常小の新校舎を落成[4]。
- 1899年（明治32年）4月1日 - 野手崎小が「野手崎尋常高等小学校」に改称[4]。
- 1908年（明治41年）2月24日 - 菅生尋常小が「野手崎尋常高等小学校菅生分校」へ移行[4]。
- 1913年（大正2年）9月23日 - 野手崎尋常小の新校舎を落成[4]。
- 1941年（昭和16年）4月1日 - 国民学校令施行に伴い、「梁川国民学校」に改称[4][5]。
- 1947年（昭和22年）4月1日 -「梁川村立柳川小学校」に改称[4][5]。
- 1955年（昭和30年）2月10日 - 町村合併に伴い、所在地が江刺町梁川となり「江刺町立」に改称。
- 1956年（昭和31年）11月23日 - 新校舎を落成（8教室分）[4]。
- 1958年（昭和33年）11月3日 - 市制施行に伴い、所在地が江刺市梁川となり「江刺市立」に改称。
- 1962年（昭和37年）11月26日 - 3階建ての円形校舎を落成[6][注釈 1]。
- 1963年（昭和38年）4月1日 -「菅生」「大内田」の2分校を統合し、スクールバスを運行開始[4][7]。
- 1971年（昭和46年）8月7日 - 梁川中学校との共同プールを落成[4]。
- 1978年（昭和53年）
  - 3月31日 - 隣接する江刺市立梁川中学校が閉校[8]。
  - 5月20日 - 1978年宮城沖地震により、校舎が被災[4][9]。
- 1979年（昭和54年）- 別校舎を増築[1][9]。
- 1980年（昭和55年）10月17日 - 体育館と6教室分の校舎を落成。梁川中学校跡地に、江刺市立梁川保育園の落成に伴う新築落成記念式を挙行[4][10]。
- 1989年（平成元年）4月1日 - 郷土芸能の金津流梁川獅子躍[11]に基づいた「金津流梁小獅子躍」の伝承活動を開始[4][12]。
- 1998年（平成10年）2月25日 - 第53回国民体育大会冬季大会「いわて銀河国体」にて鹿踊を披露[4]。
- 2001年（平成13年）7月 - 新校舎を着工[9]。
- 2002年（平成14年）
  - 2月28日 - 新校舎を落成[6][3]。
  - 3月1日 - 定礎式を開催[1][9]。
  - 3月2日 - 円形校舎お別れ会を開催[1]。
  - 6月1日 - 落成記念式典・祝賀会を挙行。新校舎落成に伴い、落成記念公園を設置[4]。
- 2006年（平成18年）
  - 2月20日 - 市町村合併に伴い、所在地が奥州市江刺区梁川となり「奥州市立」に改称[4][13]。
  - 10月31日 - 柳川小学校地域安全隊が発足[4]。
- 2011年（平成23年）
  - 3月11日 - 東北地方太平洋沖地震により、各所が被災[14]。
  - 6月8日 - やながわ地区放課後子ども教室を開設[6]。
- 2015年（平成27年）6月16日 - 新プールを落成[6]。
- 2018年（平成30年）4月1日 - 地域自治区の廃止に伴い、所在地が奥州市江刺梁川に変更[13]。
- 2021年（令和3年）3月 - 奥州市教育委員会が「奥州市学校再編計画」を策定し、2022年度末での統廃合が決定[15]。
- 2023年（令和5年）
  - 2月8日 - 閉校記念碑除幕式を挙行。記念碑は校門の余白部分に設置[16]。
  - 3月19日 - 閉校式・語る会を挙行[5]。
  - 3月31日 - 奥州市立江刺ひがし小学校（新設）への統合に伴い、閉校[2][12]。

## 教育目標
- 進んで学習する子「知」
- 明るく思いやりのある子「心」
- 健康でたくましい子「体」

出典：

## 付属施設
主な施設のみ掲載。
- 体育館 - 校舎と接続
- 屋外プール - 市道を挟んだ校舎裏に所在
- 校庭
- 落成記念公園

## 児童・学級数
2000年度以降の児童数と学級数。
| 年度                                          | 児童数  | 増減 | 学級数 | 増減 | 出典   | 備考                          |
| --------------------------------------------- | ------- | ---- | ------ | ---- | ------ | ----------------------------- |
| 2000（平成12）年度                            | 133     |      | 6      |      | [ 17 ] |                               |
| 2001（平成13）年度                            | 129     | －4  | 6      | 0    | [ 18 ] |                               |
| 2002（平成14）年度                            | 136     | 7    | 6      | 0    | [ 19 ] |                               |
| 2003（平成15）年度                            | 119     | －17 | 6      | 0    | [ 20 ] | 開校130周年                   |
| 2004（平成16）年度                            | 114     | －5  | 6      | 0    | [ 21 ] |                               |
| 2005（平成17）年度                            | 97      | －17 | 6      | 0    | [ 22 ] |                               |
| 2006（平成18）年度                            | 89      | －8  | 6      | 0    | [ 23 ] |                               |
| 2007（平成19）年度                            | 81      | －8  | 6      | 0    | [ 24 ] |                               |
| 2008（平成20）年度                            | 62      | －19 | 6      | 0    | [ 25 ] |                               |
| 2009（平成21）年度                            | 54      | －8  | 6      | 0    | [ 26 ] |                               |
| 2010（平成22）年度                            | 45      | －9  | 5      | －1  | [ 27 ] | 複式学級設置                  |
| 2011（平成23）年度                            | 46      | 1    | 5      | 0    | [ 28 ] |                               |
| 2012（平成24）年度                            | 40      | －6  | 4      | －1  | [ 29 ] |                               |
| 2013（平成25）年度                            | 37（1） | －3  | 5（1） | 1    | [ 29 ] | 開校140周年、特別支援学級設置 |
| 2014（平成26）年度                            | 38（1） | 1    | 5（1） | 0    | [ 29 ] |                               |
| 2015（平成27）年度                            | 40（1） | 2    | 5（1） | 0    | [ 29 ] |                               |
| 2016（平成28）年度                            | 44（1） | 4    | 5（1） | 0    | [ 29 ] |                               |
| 2017（平成29）年度                            | 46（1） | 2    | 5（1） | 0    | [ 29 ] |                               |
| 2018（平成30）年度                            | 45      | －1  | 4      | －1  | [ 29 ] |                               |
| 2019（令和元）年度                            | 39      | －6  | 4      | 0    | [ 29 ] |                               |
| 2020（令和2）年度                             | 36      | －3  | 4      | 0    | [ 29 ] |                               |
| 2021（令和3）年度                             | 36      | 0    | 4      | 0    | [ 29 ] |                               |
| 2022（令和4）年度                             | 33      | －3  | 4      | 0    | [ 29 ] | 閉校                          |
| ※児童数・学級数内の（）は特別支援児童・学級数 |         |      |        |      |        |                               |

## 学区
- 奥州市江刺梁川（行政区）
  - 梁川第1区 - 第7区
  - 日舘

出典：

## 進学先の中学校
- 江刺市立梁川中学校（江刺市梁川、現：奥州市江刺梁川）- 1977年度以前[31]
- 奥州市立江刺東中学校（奥州市江刺玉里）- 1978年度から2021年度[32][31]
- 奥州市立江刺第一中学校（奥州市江刺岩谷堂）- 2022年度[30]

## アクセス
県道179号沿い、梁川地区の中心集落から南下した高台に位置していた。

### バス
- 「梁川地区センター」バス停（奥州市営バス）から徒歩で約2分
- 「日の神」バス停（同上）から徒歩で約3分

### 自動車
- 国道107号・県道179号のT字路交差点（江刺梁川字石刎）から県道179号と市道経由で約2分
- 県道179号・県道287号の交差点（江刺梁川字濁沢）から県道179号と市道経由で約4分

## 周辺
- 金性寺
- 日ノ神遺跡
- 奥州市 梁川地区センター
- 県道179号

## 出身者
- 大滝詠一 - ミュージシャン[33]